# Fantasterne
Fantasterne er en dansk spillefilm fra 1967, der er instrueret af Kirsten Stenbæk efter manuskript af hende selv og Bent Grasten. Filmen er en fri gengivelse af Hans Egede Schacks roman Phantasterne fra 1857.

## Handling
Med jetfly fra Paris kommer til Kastrup tre unge danske, som tror, de er fuldstændigt normale: men naturligvis er de lige så skrupskøre, som selv mange normale mennesker er det nu til dags. Harald og Elise er gift med hinanden - de blev gift nok så unge - og William er deres ven. De er journalister og skriver på en film. Men da de tre fantaster bruger det meste af deres tid til at fantasere sig ind i alle mulige og umulige situationer - ikke mindst erotiske, hvor Elise og William har det med at tirre hinanden blot for spændingens skyld - så er det ikke svært at gætte på, at det en dag må gå mod beregning.

## Medvirkende
- Sisse Reingaard - Elise Lorentsen
- Gertie Jung - Isabella Torso
- Per Bentzon Goldschmidt - Harald Lorentsen
- Peter Bierlich - William Jensen